# Projection stéréographique de Gall

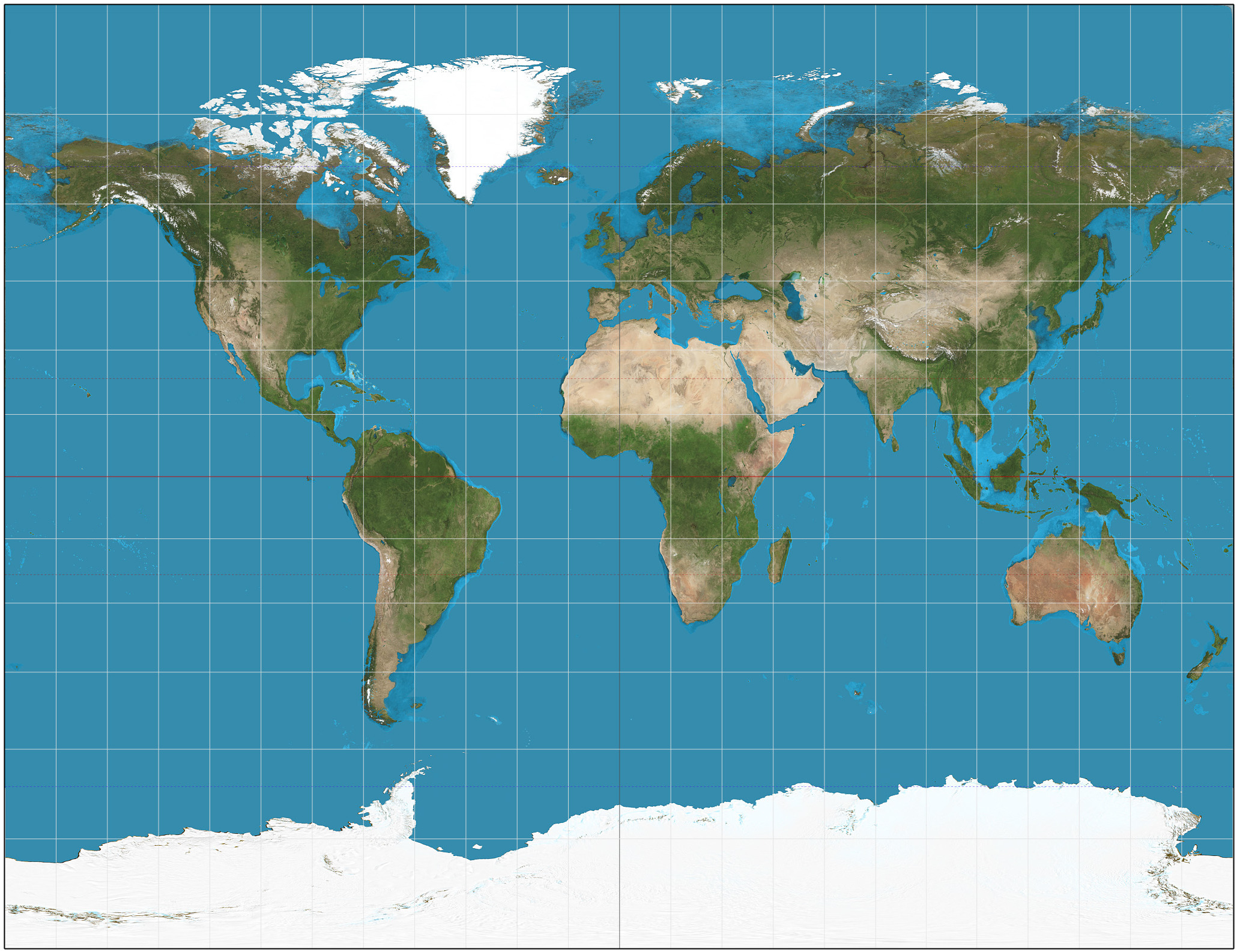
Projection stéréographique de Gall du globe. Unité du quadrillage: 15°.

Projection stéréographique de Gall du globe avec les indicatrices de déformation de Tissot.

La projection stéréographique de Gall, présentée par James Gall en 1855, est un type de projection cartographique. Elle n'est ni équivalente (ne conserve pas les aires) ni conforme (ne conserve pas les angles) mais essaie de trouver un compromis pour les distorsions inhérentes à toute projection.

## Formules
La projection est conventionnellement définie ainsi:
{\displaystyle x=R\lambda /{\sqrt {2}}}
{\displaystyle y=R(1+{\sqrt {2}}/2)\tan {\frac {\varphi }{2}}}
où λ est la longitude (en degrés) depuis le méridien central, φ est la latitude, et R est le rayon du globe utilisé comme modèle de la terre. C'est une projection perspective si on autorise le point de projection à varier avec la longitude: le point de projection est sur l'équateur du côté opposé de la terre par rapport au point qui est représenté. La surface de projection est le cylindre sécant à la sphère à 45°N et 45°S. Gall a appelé la projection "stéréographique" car l'espacement des parallèles est le même que l'espacement des parallèles le long du méridien central de la projection stéréographique équatoriale.
La projection inverse est définie par :
{\displaystyle \lambda ={\frac {x{\sqrt {2}}}{R}};}
{\displaystyle \varphi =2\arctan {\frac {y}{R\left(1+{\frac {\sqrt {2}}{2}}\right)}}}

## Projection stéréographique de Braun
Cette projection cylindrique plus récente (1867) proposée par Carl Braun est similaire. Elle diffère seulement dans les espacements asymétriques horizontalement et verticalement. Le cylindre de projection est tangent à la sphère. Les formules sont:
{\displaystyle x=R\lambda }
{\displaystyle y=2R\tan {\frac {\varphi }{2}}}